# Blang Mane (Peusangan Selatan)
Blang Mane is een bestuurslaag in het regentschap Bireuen van de provincie Atjeh, Indonesië. Blang Mane telt 640 inwoners (volkstelling 2010).